# Monastère de Vivarium
Pour les articles homonymes, voir Vivarium (homonymie).

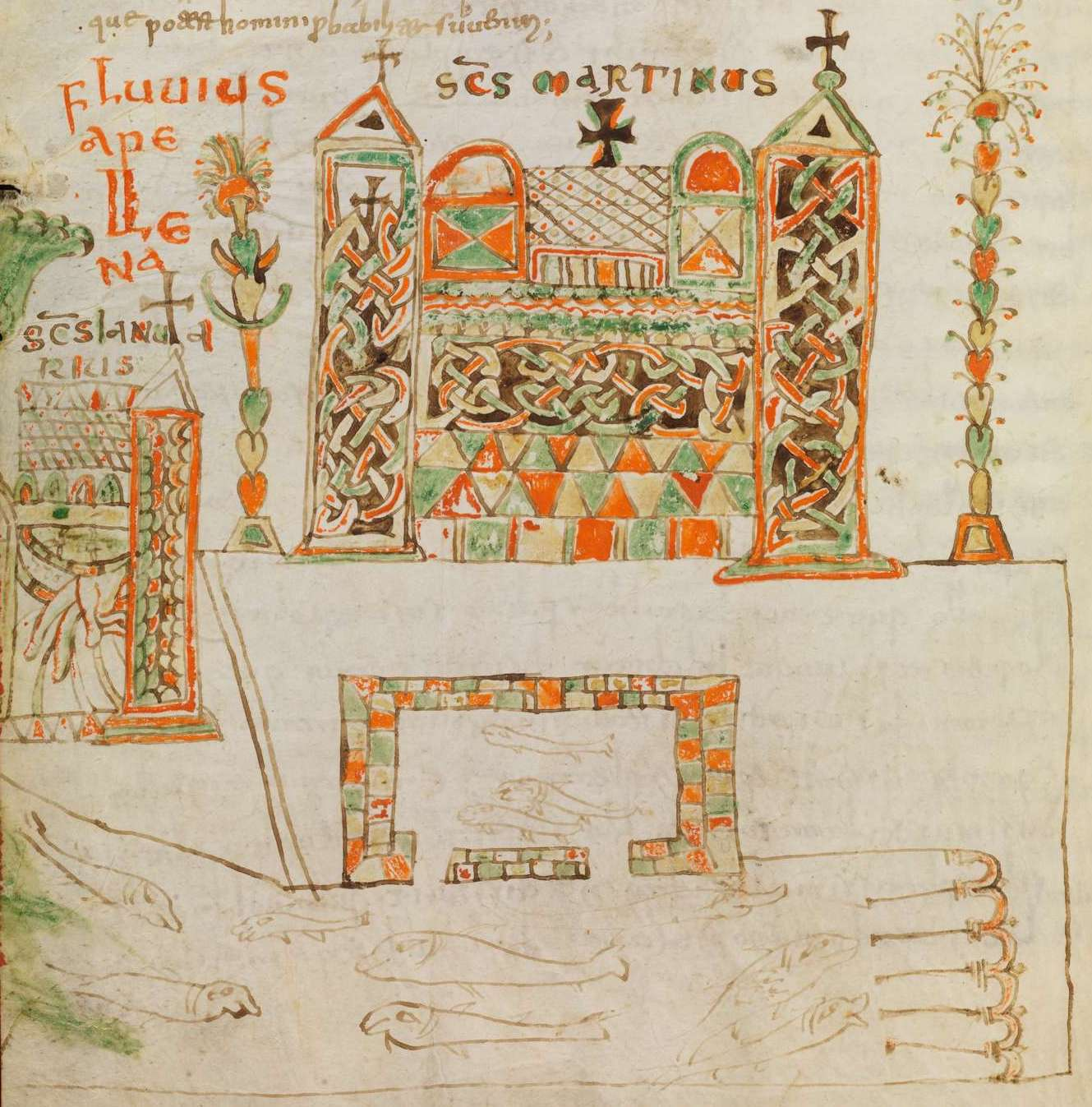
Le Vivarium d'après le manuscrit de Bamberg des Institutiones (Msc. Patr. 61, fol. 29v).

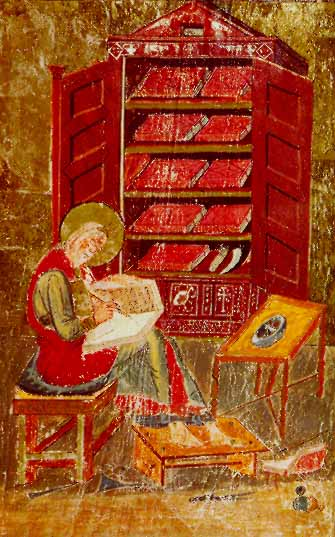
Cassiodore dans la Bibliothèque de Vivarium (issu du Codex Amiatinus, VIIIe siècle).

Le monastère de Vivarium était un monastère célèbre, fondé entre 535 et 555, qui disparaît après 630. Il était situé en Italie du Sud, dans le Bruttium, près de l'actuelle Squillace, dans la province de Catanzaro, en Calabre.

## Le monastère
Le monastère de Vivarium doit son nom aux viviers  (vivarium) que Cassiodore, fondateur du lieu, avait fait aménager au pied du monastère (situé sur une colline) ; l'église du monastère était dédiée à saint Martin, et à proximité du monastère une colline, le Mons Castellum, était dédiée aux ermites (d'où le titre que Cassiodore donne, dans les Institutiones, à la description des lieux : « De positione monasterii Vivariensis siue Castellensis »). Cassiodore décrit le monastère de Vivarium en utilisant le lieu commun du locus amœnus.
D'après la préface des Institutiones divinarum et saecularium litterarum, ce fut un projet longuement mûri chez Cassiodore que de créer un lieu où la culture savante serait développée et transmise dans un cadre chrétien : jusqu'alors, de tels lieux n'existaient pas en Occident, où culture savante et christianisme restaient deux pratiques nettement distinctes. Il rapporte que, dès 535, il s'associa au pape Agapet Ier dans un projet d'école chrétienne à Rome, conçue sur le modèle du Didascalée d'Alexandrie et de l'école de Nisibe. Ce projet ne put voir le jour du fait de la guerre qui fit rage en Italie de 535 à 553, et Vivarium apparaît aussi comme son aboutissement modifié par les circonstances.
Le monastère de Vivarium constituait une sorte de cité dans laquelle les ciues religiosi n'avaient pas à se préoccuper de leur subsistance matérielle, mais devaient se consacrer aux offices liturgiques, à l'exercice des artes, et surtout à la copie et à la correction de livres.
Cassiodore, retiré à Vivarium, consacre sa longue retraite à son œuvre littéraire (Institutiones, Exposition epistulae ad Romanos, liber memorialis ou liber titulorum, Complexiones apostolorum, De orthographia, qu'il rédige à 93 ans).
On situe la date de la mort de Cassiodore au plus tôt vers 580, car dans ses Commentaires sur les Psaumes, arrivé au centième psaume, il rend grâce à Dieu de lui avoir permis d'atteindre cet âge si rare. Il était mort quand les troupes du roi Authari vinrent en vue de la Sicile en pillant tout devant elles, et quand Arigis Ier de Bénévent s'est emparé de Crotone et de Scylacium. D'après François Lenormant, il est probable que la disparition du monastère de Vivarium soit due à un de ces deux épisodes.

## Les manuscrits
Vivarium est un centre de première importance pour la transmission de nombreux textes, aussi bien bibliques ou liturgiques que païens. Cassiodore mentionne ainsi Sophocle, Theodoret et d'autres, fait traduire des œuvres grecques en latin mais il semble que les moines aient été réticents à copier des œuvres profanes[réf. nécessaire]. Le lieu est néanmoins l'un des premiers scriptoria organisés dans un cadre religieux.
Il semble que ses conceptions éditoriales aient été transmises aux religieux espagnols, voir Isidore de Séville.

## Emplacement
Dès les années 1880, l'archéologue François Lenormant avait situé le Monastère de Vivarium dans l'espace compris entre le bourg de Stalettì et la mer, soit aux alentours de Copanello Alto. En effet, Cassiodore décrivait son monastère comme situé dans une zone rocheuse et escarpée, ce qui empêchait de le localiser entre l'embouchure du fleuve Alessi et Catanzaro Lido, car la côte n'y était composée que d'une longue plage de sable. Le seul emplacement probable était donc la côte maritime de Stalettì.
En 1938, l'historien français Pierre Courcelle découvre les vestiges d'une ancienne chapelle paléochrétienne à Copanello Alto. Il suppose alors que celle-ci serait la Chapelle de San Martino, seul vestige encore existant de l'art paléochrétien en Calabre, qui était accolée au monastère de Vivarium construit par Cassiodore entre 535 et 555,,.
Les Vasche de Cassiodoro ou Vasche de Copanello sont un ancien site romain d'aquaculture situé en bord de mer et au pied de Copanello Alto. Elles sont accessibles par un chemin descendant de Copanello Alto ou par un autre chemin, aujourd'hui en mauvais état, longeant la côte depuis Copanello Lido. Elles furent construites au VIe siècle par Cassiodore pour servir de viviers et elles se composent de trois bassins naturels côte à côte. Leur taille varie de 10  à   12 mètres de long, de 4  à   5 mètres de large et entre 1,50 et 2,50 mètres de profondeur en moyenne. C'est avec Pierre Courcelle que les Vasche de Cassiodoro sont définitivement reconnues comme les viviers de Cassiodore, car elles avaient été auparavant situées aux alentours des Grottes de San Gregorio, dans la frazione de Caminia de Stalettì.